# Kanton Grignols
Der Kanton Grignols war bis 2015 ein französischer Wahlkreis im Arrondissement Langon im Département Gironde und in der Region Aquitanien; sein Hauptort war Grignols, Vertreter im Generalrat des Départements war zuletzt von 2008 bis 2015, Jean-Pierre Baillé. 
Der Kanton war 129,50 km² groß und hatte 3134 Einwohner (Stand: 2012).

## Gemeinden
| Gemeinde        | Einwohner Jahr | Fläche km² | Bevölkerungsdichte | Postleitzahl | Code INSEE |
| --------------- | -------------- | ---------- | ------------------ | ------------ | ---------- |
| Cauvignac       | 166 (2013)     | –          | – Einw./km²        | 33690        | 33113      |
| Cours-les-Bains | 210 (2013)     | –          | – Einw./km²        | 33690        | 33137      |
| Grignols        | 1154 (2013)    | –          | – Einw./km²        | 33690        | 33195      |
| Labescau        | 106 (2013)     | –          | – Einw./km²        | 33690        | 33212      |
| Lavazan         | 253 (2013)     | –          | – Einw./km²        | 33690        | 33235      |
| Lerm-et-Musset  | 488 (2013)     | –          | – Einw./km²        | 33840        | 33239      |
| Marions         | 184 (2013)     | –          | – Einw./km²        | 33690        | 33271      |
| Masseilles      | 145 (2013)     | –          | – Einw./km²        | 33690        | 33276      |
| Sendets         | 360 (2013)     | –          | – Einw./km²        | 33690        | 33511      |
| Sillas          | 101 (2013)     | –          | – Einw./km²        | 33690        | 33513      |

## Bevölkerungsentwicklung
| 1962 | 1968 | 1975 | 1982 | 1990 | 1999 |
| ---- | ---- | ---- | ---- | ---- | ---- |
| 2893 | 3235 | 2950 | 2719 | 2559 | 2648 |